# Maladera polunini
Maladera polunini är en skalbaggsart som beskrevs av Ahrens 2004. Maladera polunini ingår i släktet Maladera och familjen Melolonthidae. Inga underarter finns listade i Catalogue of Life.